# Eoendothyranopsinae
Eoendothyranopsinae es una subfamilia de foraminíferos bentónicos de la familia Endothyridae, de la superfamilia Endothyroidea, del suborden Fusulinina y del orden Fusulinida. Su rango cronoestratigráfico abarca el Viseense (Carbonífero inferior).

## Discusión
Clasificaciones más recientes incluyen Eoendothyranopsinae en elsuborden Endothyrina, del orden Endothyrida, de la subclase Fusulinana de la clase Fusulinata. Algunas clasificaciones incluyen Eoendothyranopsinae en la familia Endothyranopsidae.

## Clasificación
Eoendothyranopsinae incluye a los siguientes géneros:
- Eoendothyranopsis †, también considerado en la subfamilia Endothyrinae
- Skippella †, también considerado en la subfamilia Endothyrinae

Otro género considerado en Eoendothyranopsinae es:
- Zellerella †, aceptado como Eoendothyranopsis